# ТЕС Олорунсого II
6°53′6.9″ пн. ш. 3°18′57.8″ сх. д. / 6.885250° пн. ш. 3.316056° сх. д.
ТЕС Олорунсого II — теплова електростанція в Нігерії на південному заході країни, споруджена за технологією комбінованого парогазового циклу.
ТЕС є однією з десяти, спорудження яких здійснювалось у відповідності до оголошеної 2005 року програми стрімкого нарощування можливостей електроенергетики National Integrated Power Projects. Площадку для обрали поряд з введеною в експлуатацію у 2007 році ТЕС Олорунсого, за два десятки кілометрів на північ від околиці найбільшого міста країни Лагоса та приблизно на такій же відстані на південь від столиці штату Огун Абеокута. Генеральним підрядником будівництва виступила китайська компанія SEPCO Electric Power Construction Corporation of China (вона ж споруджувала і ТЕС Олорунсого).
Основне обладнання станції становлять чотири газові турбіни компанії General Electric типу PG 1971E, які через котли утилізатори живлять дві парові. Еталонна номінальна потужність (ISO потужність) цього обладнання становить 754 МВт, чиста фактична з урахуванням місцевих кліматичних умов — 676 МВт.
Паливом виступає природний газ, який надходить по трубопроводу Ескравос-Лагос. Первісно його отримання ускладнювалось нездатністю наявного замірного вузла, спорудженого для ТЕС Олорунсого, забезпечити постачання двох об'єктів. Втім, встановлення нового вузла не вирішило всіх проблем, оскільки в 2010-х роках газотранспортна система країни хронічно страждала від актів саботажу в дельті Нігеру. Як наслідок, станом на 2017 рік ТЕС Олорунсого II працювала лише на чверть своєї потужності.
На етапі будівництва проект реалізовувався через державну компанію Niger Delta Power Holding Company (NDPHC). У середині 2010-х уряд Нігерії оголосив про намір приватизувати всі об'єкти, виконані за програмою National Integrated Power Projects.